# Jerzy Pikulik
Jerzy Pikulik (ur. 7 kwietnia 1928 w Grzybowicach, zm. 12 lutego 2015 w Warszawie) – polski muzykolog i organista, ksiądz katolicki.

## Życiorys
Jego rodzice Maria i Józef Pikulikowie pracowali jako nauczyciele w Skokach, Łęgowie i Wągrowcu. W 1939 roku został wraz z rodziną wysiedlony na Zamojszczyznę, gdzie brał udział w tajnym nauczaniu. W 1944 roku pod pseudonimem Harmonia wstąpił do konspiracji, był żołnierzem 9. Pułku Piechoty Legionów Armii Krajowej Ziemi Zamojskiej i II batalionu oddziału leśnego „Podkowa”. Maturę zdał w 1947 roku w liceum w Zamościu.
Ukończył studia teologiczne w Arcybiskupim Seminarium Duchownym w Poznaniu, w 1953 roku przyjął święcenia kapłańskie z rąk arcybiskupa Walentego Dymka. Przez trzy lata pełnił posługę w parafii św. Mikołaja w Lesznie, gdzie prowadził chór młodzieżowy i scholę liturgiczną. Od 1956 do 1960 roku studiował muzykologię u Hieronima Feichta w Zakładzie Muzykologii Kościelnej KUL, gdzie w 1961 roku uzyskał stopień doktora na podstawie dysertacji Oficja rymowane, hymny i sekwencje o św. Wojciechu w polskich rękopisach przedtrydenckich. W latach 1964–1965 odbył uzupełniające studia mediewistyczne w zakresie chorału liturgicznego u Solange Corbin na Uniwersytecie Paryskim. Od 1960 do 1966 roku kształcił się w zakresie gry na organach pod kierunkiem Józefa Pawlaka w Państwowej Wyższej Szkole Muzycznej w Poznaniu.
W latach 1961–1969 wykładał w Arcybiskupim Seminarium Duchowym w Poznaniu. Od 1969 roku był adiunktem w zorganizowanej pod jego przewodnictwem placówce Specjalizacja Muzykologii Kościelnej w Akademii Teologii Katolickiej w Warszawie, od 1982 był kierownikiem Katedry Źródeł i Analiz Muzyki Dawnej. W 1970 roku habilitował się na podstawie pracy Sekwencje polskie. Studium muzykologiczne. W 1971 roku uzyskał tytuł docenta, w 1976 roku profesora nadzwyczajnego, a w 1987 roku profesora zwyczajnego. Od 1971 do 1991 roku był wykładowcą historii liturgii i chorału gregoriańskiego na Wydziale Teologicznym Collegium Bobolanum. Wykładał gościnnie na uniwersytetach w Moguncji (1986), Mediolanie i Bolonii (1988). Wypromował około 200 magistrów i około 30 doktorów. Był kapelanem Związku Żołnierzy Armii Krajowej. W 1994 roku został awansowany do stopnia kapitana, w 1995 roku otrzymał Odznakę „Weteran Walk o Wolność i Niepodległość Ojczyzny”. Został pochowany na cmentarzu Powązkowskim w Warszawie.
Był inicjatorem badań nad staropolską muzyką liturgiczną, organizował konferencje i sympozja muzykologiczne poświęcone temu zagadnieniu, od 1974 do 1988 roku redagował serię „Muzyka Religijna w Polsce”. Prowadził prace źródłowo-inwentaryzacyjne i badania repertuarowe, dotyczące zasobu śpiewów mszalnych i ich form. Opublikował m.in. prace Indeks sekwencji w polskich rękopisach muzycznych (Warszawa 1974), Sekwencje zespołu rękopisów tarnowskich (Warszawa 1974), Śpiewy Alleluia de sanctis w polskich rękopisach przedtrydenckich (Warszawa 1995), Święty Wojciech w polskiej muzyce średniowiecznej (Warszawa 1996), Polskie graduały średniowieczne (Warszawa 2001).
Został odznaczony Złotym Krzyżem Zasługi (1974), Krzyżem Kawalerskim Orderu Odrodzenia Polski (1979), Krzyżem Armii Krajowej (1985), Krzyżem Partyzanckim (1996) i Medalem Komisji Edukacji Narodowej (1998). W 1974 i 1976 roku otrzymał nagrodę Ministra Nauki, Szkolnictwa Wyższego i Techniki.